# UniCredit
UniCredit Group (również: UniCredito lub UniCredit SpA) – międzynarodowy bank europejski z siedzibą w Mediolanie obsługujący ponad 28 mln klientów w 19 krajach. Spółka akcyjna notowana na giełdach we Frankfurcie w tym na platformie XETRA, w Mediolanie na giełdzie włoskiej, a od 20 grudnia 2007 również na Giełdzie Papierów Wartościowych w Warszawie.

## Działalność
Najważniejsze banki należące do grupy UniCredit znajdują się w północnych Włoszech, Austrii, południowych Niemczech, obejmując zasięgiem swoich usług jedne z najbogatszych obszarów starego kontynentu. Co więcej UniCredit rozwija swoją działalność w nowych państwach Unii oraz w krajach za jej wschodnią granicą. Dwa znaczące oddziały inwestycyjne banku znajdują się w Monachium i Frankfurcie. UniCredit jest notowany na Borsa Italiana (kod: UCR) oraz na Frankfurt Stock Exchange (kod: CRI).
| Obszar                       | Kredyty (mld €) | Depozyty (mld €) | Oddziały (tysiące) | Pracownicy (tysiące) | Klienci (miliony) | Pozycja | Udział w rynku (%) |
| ---------------------------- | --------------- | ---------------- | ------------------ | -------------------- | ----------------- | ------- | ------------------ |
| Włochy                       | 122             | 72               | 3                  | 40                   | 6,3               | 2       | 10                 |
| Niemcy                       | 153             | 61               | 0,7                | 26                   | 4                 | 2       | 5                  |
| Austria                      | 51              | 35               | 0,4                | 12                   | 1,8               |         |                    |
| Europa Centralna i Wschodnia | 41              | 47               |                    | 58                   | 16,4              |         |                    |

## Działalność na rynkach wschodzących
UniCredit ma 7 tysięcy oddziałów oraz zatrudnia 140 tysięcy pracowników. Jest znaczącą firmą zajmującą się bankowością w Europie Centralnej oraz Wschodniej. Do grupy należą jedne z największych banków działających w Bułgarii, Chorwacji, Bośni, Turcji, Słowacji, Serbii, Rumunii oraz Czechach. Oddziały UniCredit znajdują się też w Rosji, na Ukrainie, Węgrzech, Słowenii, Estonii, na Łotwie oraz Litwie. Ekspansja UniCredit w Europie Wschodniej wiązała się z brakiem kapitału oraz niedorozwojem technologicznym w bankowości po upadku komunizmu.
UniCredit wykorzystał szansę inwestycyjną, jaką dały wielkie prywatyzacje w sektorze finansowym, przeprowadzane w wielu państwach europejskich po upadku żelaznej kurtyny. W roku 1999 UniCredit podpisał z rządem Jerzego Buzka umowę prywatyzacyjną Banku Pekao. Grupa była w posiadaniu 52,93% akcji tego banku. 29 września 2005 r. Koçbank, należący do grupy UniCredit przejął 57,4% akcji innego banku działającego w Turcji, Yapi Kred jednej z najstarszych i największych grup finansowych w tym kraju.
Jesienią 2005 r. UniCredit SpA, którego prezesem był wówczas Alessandro Profumo, zakończył przejmowanie niemieckiej grupy bankowej HVB (HypoVereinsbank), posiadając 93,93% jej akcji. Tym samym UniCredit przejął BA-CA (Bank Austria Creditanstalt), którego 94,98% znajdowało się w posiadaniu HVB. BA-CA było właścicielem 79,5% akcji Banku BPH. 18 października Komisja Europejska po analizie skutków fuzji na rynki finansowe państw europejskich wydała zgodę na fuzję,
która została przypieczętowana 24 listopada 2005 r.

## Konflikt zRadą Ministrów Kazimierza Marcinkiewicza
Jeszcze przed polskimi wyborami parlamentarnymi w roku 2005 przedstawiciele partii Prawo i Sprawiedliwość wypowiadali się przeciwko fuzji BPH i Pekao. Kiedy Prezesem Rady Ministrów został członek PiS Kazimierz Marcinkiewicz, a Prezydentem RP Lech Kaczyński, pomiędzy nową administracją oraz UniCredit SpA pojawił się spór. 6 lutego 2006 r. decyzja Komisji Europejskiej została zaskarżona przez Ministerstwo Skarbu Państwa do Europejskiego Trybunału Sprawiedliwości. W polskim systemie prawnym istnieją instytucje niezależne od rządu, takie jak Komisja Nadzoru Bankowego. Obowiązkiem tej instytucji jest działanie w ramach prawa bankowego. Aby uniemożliwić fuzję prywatnych banków, nadzór bankowy musi mieć mocne dowody na to, że takie działanie może doprowadzić do złamania prawa. Jego działanie przypomina proces przed sądem. Każdy członek komisji musi zachować bezstronność oraz działać w sposób niezawisły od organów państwa, które wysunęły go do tej roli.
Wiosną w prasie pojawiły się doniesienia, że Cezary Mech, Wiceminister Finansów, jest przeciwny połączeniu BPH oraz Pekao. Żadna z domniemanych wypowiedzi, nie był autoryzowana. Z drugiej strony Mech ich nie zdementował. 9 marca zebrała się Komisja Nadzoru Bankowego, aby rozpatrzyć wniosek UniCredit o zgodę na realizację prawa głosu z większościowego pakietu akcji w BPH. Leszek Balcerowicz jako przewodniczący komisji wykluczył Mecha, Wiceministra Finansów, z posiedzenia na wniosek UniCredit, bo doszedł do wniosku, że przedstawiciel Rady Ministrów nie jest bezstronny. Komisja Nadzoru Bankowego uznała, że Ministerstwo Skarbu Państwa nie jest stroną w sporze i odmówiła udziału w postępowaniu jego przedstawicielom.

### Funkcjonariusze ABW i politycy
Agencja Bezpieczeństwa Wewnętrznego przekazała członkom komisji informację niejawną, w którym obciążyła UniCredit działaniem na szkodę klientów funduszy grupy Pioneer TFI. Agencja donosiła, że UniCredit przekazał funduszom rekomendację, aby wyzbyły się akcji BPH. Informacja została ujawniona przez PRM Kazimierza Marcinkiewicza 15 marca 2006 podczas przemówienia w Sejmie RP.
Tego samego dnia Komisja Nadzoru Bankowego zebrała się ponownie, a decyzję o fuzji BPH oraz Pekao odłożono na 3 tygodnie. 16 marca prezes UniCredit spotkał się z K. Marcinkiewiczem, w celu uzgodnienia kompromisowego rozwiązania dla konfliktu pomiędzy RM a grupą bankową.
Politycy PiS jako główny argument przeciw fuzji przytaczali umowę prywatyzacyjną, która zgodnie z art. 3 par. 9 zabraniała Unicredit inwestowania w jakikolwiek konkurencyjny dla Pekao SA bank, jak również obawy o zwolnienia pracowników jakie mogły być skutkiem takiej operacji. Jeżeli sieć oddziałów BPH oraz Pekao będzie się pokrywać, to część może ulec likwidacji. Podobnie dublujące się stanowiska w centralach obu banków mogą ulec redukcji. Innym argumentem podnoszonym przeciw fuzji były obawy o monopolizację polskiego rynku bankowego. Połączone Pekao i BPH miałoby 21% rynku usług bankowych i byłoby jednym z największych banków w Środkowej Europie. Niektórzy politycy LPR i Samoobrony, należący do Paktu stabilizacyjnego, stwierdzali, że bank BPH powinien zostać znacjonalizowany lub wykupiony przez państwowe podmioty, aby obronić polskie banki przed obcym kapitałem.

### Kompromis
Aby uniknąć przeciągającego się konfliktu, obie strony sporu zawarły kompromis. 5 kwietnia 2006 podpisane zostało porozumienie pomiędzy Unicredit a przedstawicielami rządu. 200 oddziałów spośród 466 należących do Banku BPH SA oraz marka BPH miały zostać sprzedane innym inwestorom. Pracownicy części przyłączanej do Pekao mieli otrzymać gwarancję dwuletniego zatrudnienia. Rząd uznał to za sukces, bo jego zdaniem uratowane zostały miejsca pracy oraz zapewniono konkurencyjność rynku bankowego, na którym pozostanie zarówno marka Pekao, jak i BPH.
Część znawców rynku finansowego uznała, że Unicredit tak naprawdę z niczego nie ustąpił. Najlepsze oddziały oraz pracownicy i klienci mieli zostać przejęci przez Pekao, a osoby, którym Unicredit musiałby wypłacić odprawy w czasie zwolnień mieli pozostać w okrojonym Banku BPH. Międzynarodowa grupa inwestycyjna dzięki temu porozumieniu mogła obniżyć koszty fuzji obu ogromnych firm. Wyrażono wątpliwość czy znajdzie się inwestor chętny na zubożoną część Banku BPH.
Tego samego dnia Komisja Nadzoru Bankowego wydała Unicredit SpA zgodę na wykorzystanie prawa głosu z akcji w Banku BPH.

## Porozumienie Chopin

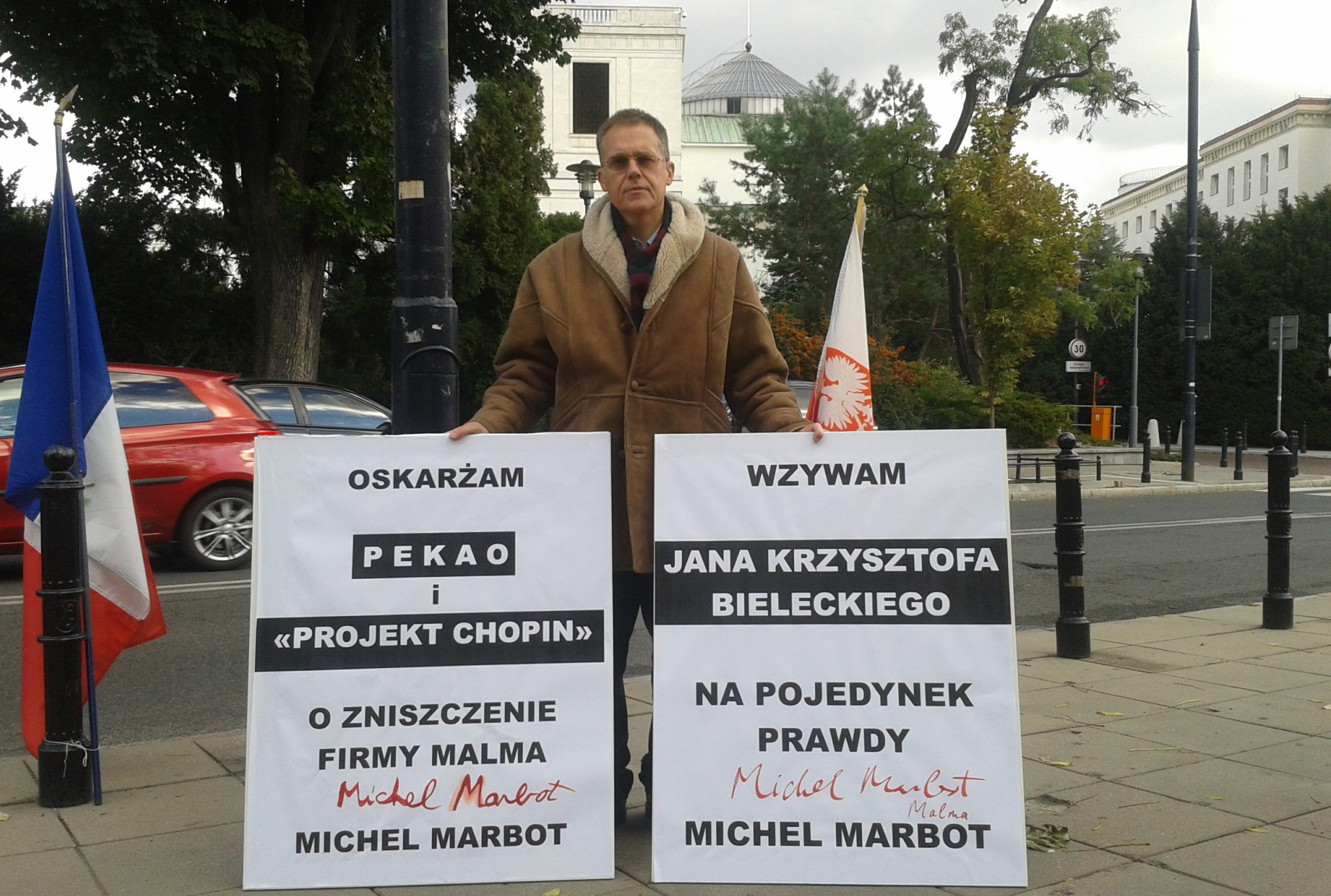
Michel Marbot z firmy Malma głoduje pod Sejmem przeciw Umowie Chopin, 28 września 2012

W 2005 r. UniCredit doprowadził do zawarcia umowy między własnymi spółkami córkami, Pekao SA i Prelios (nieruchomości Pirelli). Umowa ta potocznie jest nazywana „Projektem Chopin”. Umowa Chopin polegała m.in. na przekazaniu „preferencyjnie skonstruowanego prawa pierwokupu” do wszystkich nieruchomości Pekao SA i hipotek swoich klientów firmie Pirelli na okres 25 lat. Zdaniem ekonomistów umowa była bardzo szkodliwa i powodująca wielkie straty dla akcjonariuszy Banku Pekao S.A. i Skarbu Państwa.